# 鸡场坪镇
鸡场坪镇，是中华人民共和国贵州省六盤水市盘州市下辖的一个乡镇级行政单位。
2015年6月4日，贵州省人民政府批复同意盘县乡镇行政区划调整，新设置的鸡场坪镇辖原鸡场坪彝族乡、松河彝族乡和原滑石镇旧寨村、戈多村、白米寨村、七棵树村、哒啦村、黄泥包村、朱家村、迤坝村地域，镇人民政府驻新村村。

## 行政区划
鸡场坪镇下辖以下地区：
哒啦村、七棵树村、朱家村、戈多村、迤坝村、黄泥包村、鸡场坪社区、高山村、塘子边村、石头河村、中屯村、新村、坪子村、本歹村、白龙洞村、椅棋村、水井凹村、罩子河村、移山村、坝上村、歹马村、果倮座村、松林村、龙脖子村、布书梅村、垤坞村、松河彝族乡和滑石镇。